# Оковска шума
Оковска шума (рус. Оковский лес) представља мању целину у виду побрђа у јужном делу знатно пространијег Витепског побрђа у централном и јужном делу Тверске и најсевернијем делу Смоленске области. Налази се јужније од горњег дела тока реке Волге. На том подручју свој ток започињу реке Жукопа, Межа, Тудовка, Обша, Осуга и Дњепар.
Током раног средњег века Оковска шума је представљала пространо шумско пространство у јужном делу Валдајског побрђа. Касније се помињала и као Волоковска, Волконска и Волгинска шума.
У „Повести минулих лета“ Оковска шума се описује као географски центар тадашње руске земље: „Дњепар извире у Оковској шуми и тече на југ.... И Двина такође извире ту и тече на запад... Из те шуме извире и Волга која тече ка истоку.“
Подручје је било познато по бројним трговачким путевима који су туда пролазили и повезивали северне и јужне словенске земље. Године 1931. је најочуванији део те шуме у западним деловима Тверске области проглашен за заштићено подручје од националног значаја (рус. Центрально-Лесной заповедник).